# Charlie (band)
Charlie is een Britse hardrock-, AOR- en popgroep , die haar eerste schreden in de rockmuziek begin 70'er jaren zette.

## Geschiedenis
De geschiedenis van de band begint bij Maton’s Magic Mixture in 1967 tot 1969 met Terry Thomas en Simon Kirke (later Bad Company). Daaropvolgend ontstond Ax, een band met Terry Thomas, John Anderson en Nicko McBrain (later Iron Maiden). De nieuwe naam werd Charlie Cuckoo, naar een renpaard, maar veranderde al snel in Charlie. Leider van de band is Terry Thomas. Hij is zanger en gitarist, maar vooral producer (onder andere Bad Company, Styx, Foreigner). De elpees zijn naast hun muziek voornamelijk bekend door de aantrekkelijke dames, die op de albumhoezen staan; conform Roxy Music, doch niet zo decadent. In 1976 toerde de band met The Who. In 1978 heeft Charlie een hit in de Verenigde Staten met She love to be in love, dat tot plaats 68 komt. In Nederland heeft de band geen successen.
De eerste albums verschenen op het Arista-label; een platenlabel dat bekend is vanwege de slechte omgang met de artiesten. Als men in de Verenigde Staten op doorbreken staat wil men nieuw materiaal uitbrengen, maar Charlie zit gevangen tussen diverse labels. Arista wil wel, maar kan niet, er is nog geen materiaal; Trident Audio Productions, de maatschappij in Engeland wil er geen geld in steken en Polydor, eveneens platenlabel wil wel, maar alleen als Arista ook uitbrengt. Kortom zo eindigde de band zonder contract en speelde ze haar voorlopig laatste concert op 29 oktober 1979 in de samenstelling:
- Terry Thomas – zang, gitaar
- Julian Colbeck – toetsinstrumenten (later bij Steve Hackett)
- John Anderson (niet te verwarren met Jon Anderson) – zang en basgitaar
- Eugene Organ – gitaar
- Steve Gadd - slagwerk

Drummer Steve Gadd dient niet verward te worden met de Amerikaanse sessiedrummer Steve Gadd. De Engelse Steve Gadd zou niet zozeer carrière maken bij Charlie, als wel bij Iron Maiden. In laatstgenoemde band vervulde hij twee rollen. Allereerst was hij er jarenlang de tourmanager. Vanwege zijn kennis van drums en zijn ver teruggaande vriendschap met Iron Maiden-drummer Nicko McBrain was hij op tour ook de drumtechnicus.
Zonder noemenswaardige successen ontwikkelde de loopbaan van Charlie zich verder, totdat Terry Slesser van Crawler in 1982 de band komt versterken, waarbij Thomas zich meer op het componeren zette. Dat resulteerde in wederom een grote hit It’s inevitable, dat ook op MTV te zien was; de videoclip bevatte een taartgooiscene. Het bijbehorende album Charlie flopt echter. En de band viel weer uiteen. In 1986 probeerde Thomas het wederom, maar wederom was er geen succes weggelegd voor de band. In 2009 verscheen opeens als donderslag bij heldere hemel een nieuw album.

## Discografie
- Fantasy girls (1976)
- No second chance (1977)
- Lines (1978)
- Fight dirty (1979)
- Good morning America (1981)
- Here comes trouble (1982)
- Charlie (1983)
- In pursuit of romance (1986)
- The Best of Charlie (2000)
- Charlie Anthology (2007)
- Kitchens of distinction (2009)
- Elysium  (2015)